# KASUMI
KASUMI is een symmetrische blokvercijfering. Het algoritme werd ontworpen door Mitsubishi Electric Corporation. KASUMI wordt onder andere gebruikt in de volgende mobiele-communicatiesystemen: UMTS, GSM en GPRS.
Het werd ontwikkeld voor Security Algorithms Group of Experts (SAGE), een onderdeel van de Europese standaardiseringsorganisatie ETSI. Zij hadden een algoritme nodig voor de beveiliging van UMTS. Door de tijdsdruk in de 3GPP standaardisatie, werd besloten om het blokcijfer te baseren op een reeds bestaand blokcijfer. Hiervoor werd het algoritme MISTY1 gekozen. De naam KASUMI is hier een verwijzing naar. (Kasumi is het Japanse woord voor mist.)